# Dendrobium platybasis
Dendrobium platybasis är en orkidéart som beskrevs av Henry Nicholas Ridley. Dendrobium platybasis ingår i släktet Dendrobium, och familjen orkidéer. Inga underarter finns listade i Catalogue of Life.